# 私のように美しい娘
『私のように美しい娘』（わたしのようにうつくしいむすめ、原題: Une Belle Fille Comme Moi）は、フランソワ・トリュフォーの監督による、1972年のフランスの長編映画である。原作はヘンリー・ファレルの小説『Such a Gorgeous Kid Like Me』。前作『恋のエチュード』の陰鬱な雰囲気とはうって変わって、軽快なコメディ。

## ストーリー
社会学者のスタニスラス・プレヴィンが出版するはずだった書物「犯罪女性」は予告が出ていたにもかかわらず、店頭に並んでいない。
1年ほど前、プレヴィンは女性犯罪者の動機と心理についての論文を書くために女囚刑務所を訪れる。愛人を塔から突き落とした罪で服役中のカミーユ・ブリスに会い、定期的にインタビューを行う。彼女の数奇な半生を聞いていくうちに、自らも彼女の魅力に参ってしまう。彼女の無実の罪という言葉を鵜呑みにして、事件の真相を究明するために現地に飛ぶ。殺人現場を撮影していた少年をみつけ、カミーユの無罪を証明するだけの材料を入手して裁判を迎える。晴れて出所した彼女とプレヴィンが語り合っている所に昔の愛人と称する男アルチュールが現われ、プレヴィンを殴り倒す。それからの出来事を彼は覚えていない。カミーユはアルチュールを拳銃で撃ち殺し、その拳銃を気絶しているプレヴィンの手に握らせる…。

## キャスト
- カミーユ・ブリス：ベルナデット・ラフォン[2]
- スタニスラス・プレヴィン：アンドレ・デュソリエ
- ミュレーヌ：クロード・ブラッスール
- アルチュール：シャルル・デネル
- サム・ゴールデン：ギー・マルシャン
- クロヴィス・ブリス：フィリップ・レオタール
- エレーヌ：アンヌ・クレス
- イゾベル・ブリス：ジルベルト・ジェニア
- フロランス・ゴールデン：ダニエル・ジラール

## 解説
- 当初スタニスラス役はトリュフォーが演じるつもりだった。確かに、カミーユを社会に出すために奔走するスタニスラスは『野性の少年』でトリュフォーが演じたイタール博士を思わせる[3]。
- 教会の塔の上からアルチュールが突き落とされるシーンを8ミリ映画で撮る場面があるが、原作にはなく、ハワード・ホークスの『紳士は金髪がお好き』に出てくるませた少年そっくりだとトリュフォーは話している（同上p.411）。この撮影マニアの少年ミシュー・ファレルを、「ガレル」と聞き間違えるシーンがあるが、これは当時評判になった天才8ミリ作家で後の映画監督フィリップ・ガレルへの目配せである。
- クロヴィスと車でパリへ行くシーンで、「パリまで813キロ」と書かれた標識が見える。